# Isidor d'Eges
Isidor d'Eges, en llatí Isidorus, en grec antic Ἰσίδωρος, fou un poeta epigramàtic grec nadiu d'Eges (Aegae), del qual figuren cinc epigrames a l'Antologia grega. No se sap en quina època va viure, però per l'estil dels epigrames Brunck suposa que va viure al segle i i que era contemporani d'Antífilos de Bizanci, que va florir en temps de Neró.